# Syllepte fuscomarginalis
Syllepte fuscomarginalis is een vlinder van de familie van de grasmotten (Crambidae). De wetenschappelijke naam van deze soort is voor het eerst voorgesteld als Botys fuscomarginalis door John Henry Leech in een publicatie uit 1889.
De soort komt voor in Japan (Honshu).